# Código de Teodósio
O Código de Teodósio ou Teodosiano (também Códex ou Códice de Teodósio; em latim: Codex Theodosianus), foi uma compilação das leis do Império Romano sob os imperadores cristãos desde 312. Teodósio II (r. 408–450) criou uma comissão com esta finalidade em 429, e a compilação foi publicada na metade oriental do Império Romano em 438. Um ano depois, o código foi também introduzido no Ocidente pelo imperador Valentiniano III (r. 423–455).

## História

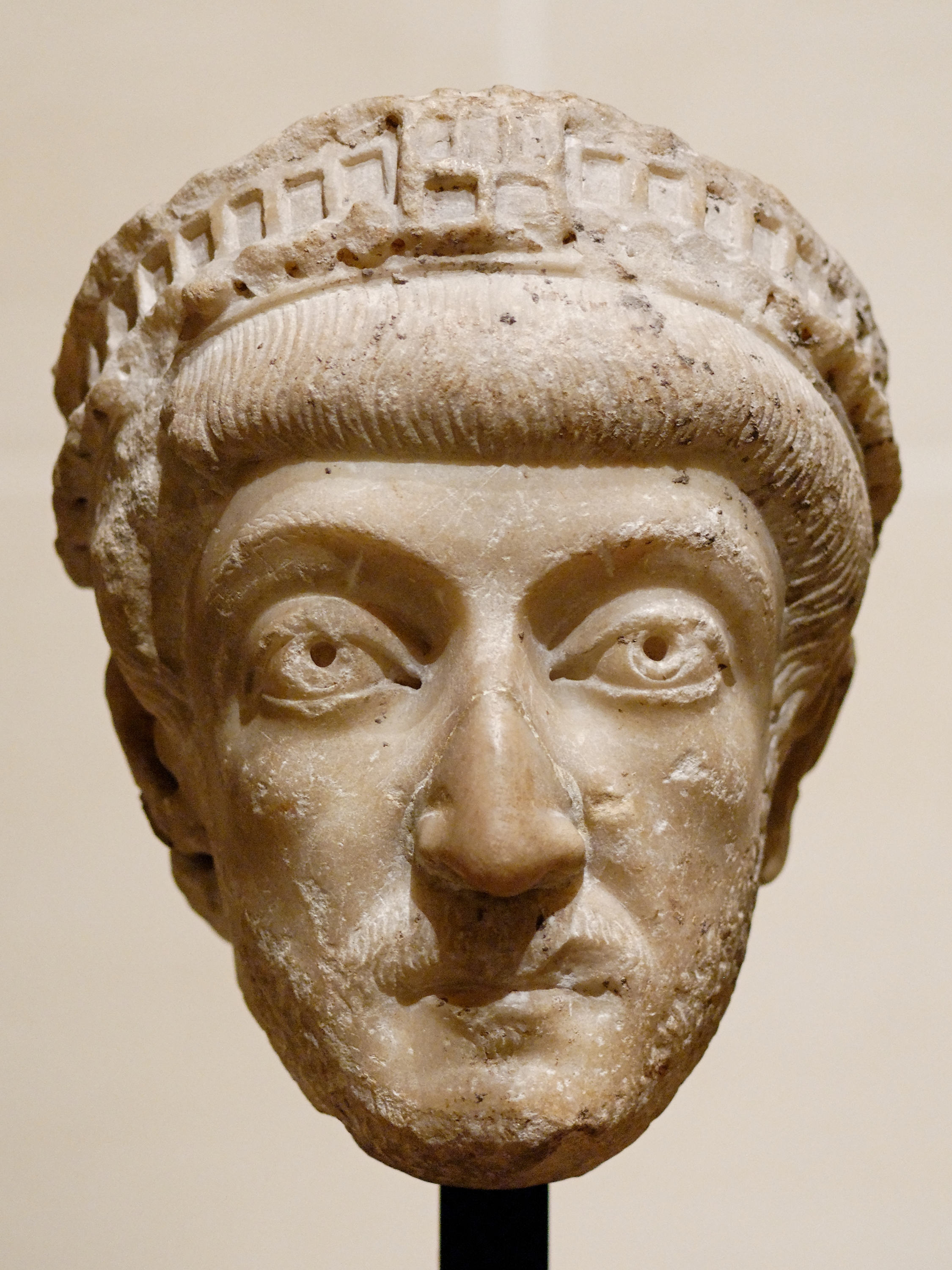
Busto de Teodósio II 408, atualmente no Louvre

Em 26 de março de 429, o imperador Teodósio II anunciou ao senado de Constantinopla a sua intenção de formar um comitê para codificar todas as leis do império, desde Constantino (r. 306–337) até Teodósio II e Valentiniano III. Vinte e dois pesquisadores, trabalhando em duas equipes, trabalharam de 429 a 438 para elaborar o que viria a tornar-se o Código de Teodósio. O produto final foi uma coleção de dezasseis códices contendo mais de 2 500 leis emitidas entre 313 e 437. John F. Matthews, autor de Laying Down the Law, ilustra a importância do Código de Teodósio ao dizer: "O Código de Teodósio foi a primeira ocasião desde a Lei das Doze Tábuas em que o governo romano tentou através de uma autoridade pública recolher e publicar as suas leis". O código aborda temas políticos, socioeconômicos, culturais e religiosos do século IV e V no Império Romano.
Uma coleção de decretos imperiais chamado Código Gregoriano tinha sido escrita em 291, e o Código Hermogeniano, uma coleção limitada de éditos de 293-294, fora também publicado. Teodósio desejava agora criar um código que permitiria um mais profundo conhecimento do direito do Império Romano Tardio (321-429). De acordo com Peter Stein, "Teodósio ficou perturbado com o estado de baixa qualificação jurídica no seu império do Oriente." O imperador aparentemente teria fundado uma escola de direito em Constantinopla. Em 429, nomeou uma comissão para recolher todas as constituições imperiais desde o tempo de Constantino. As leis no código vão de 312 a 438; por esse motivo, em 438 o "volume da lei imperial tinha-se tornado impraticável".
Durante o processo de reunir tão vasta quantidade de material, os editores frequentemente teriam tido várias cópias da mesma lei nas mãos. Para além disso, as fontes em que os editores se baseavam tinham sofrido alterações ao longo do tempo. Clifford Ando observa que segundo Matthews, os editores "exibiam uma dependência de fontes das províncias ocidentais até o final do século IV, e de arquivos orientais depois disso."
Após seis anos, em 435, uma versão inicial foi concluída, sem no entanto ser publicada. Em vez disso foi melhorada e alargada, e finalmente terminada em 438, para então ser levada para o senado em Roma e Constantinopla. Matthews considera que as duas tentativas não são resultado de uma primeira tentativa fracassada, mas em vez disso escreve que a segunda tentativa mostra "reiteração e refinamento dos objetivos originais numa nova etapa no processo editorial". No entanto, outros postularam teorias alternativas para explicar o longo processo editorial e duas comissões diferentes. Boudewijin Sirks acredita que "o código foi compilado a partir de cópias de livros imperiais encontrados em Constantinopla, Roma, ou Ravena, complementados por material em algumas coleções particulares, e que os atrasos foram causados por problemas como verificar a precisão do texto e melhorar a coerência jurídica do trabalho".

## Contexto do código
O código foi escrito em latim, e incorporou os termos Constantinopolitana e Roma para a capital de Constantino e a capital original, na Itália. Também estava preocupado com a imposição da ortodoxia ― a controvérsia ariana estava em curso ― na religião cristã, e contém 65 decretos dirigidos a heresias. Inicialmente Teodósio II havia tentado ordenar as leis gerais (leges generales) começando com Constantino para serem utilizadas como suplemento do Código Gregoriano e do Código Hermogeniano. A sua intenção era completar os códigos legais com os pareceres e os escritos dos antigos juristas romanos, assim como o Digesto que encontramos mais tarde no Código de Justiniano. Mas a tarefa revelou-se demasiado grande, e em 435 decidiu-se assim focar nas leis desde Constantino. Esta decisão definiria a maior diferença entre o Código de Teodósio e o Corpo do Direito Civil do imperador Justiniano.[carece de fontes?]
John F. Matthews observou: "O Código de Teodósio, no entanto, difere do trabalho de Justiniano (exceto as Novelas), na medida em que não foi em grande parte baseado em escritos jurídicos e coleções de textos existentes, mas em fontes primárias que nunca antes haviam sido reunidas". O Código Justiniano, publicado cerca de cem anos depois, em 530, abrange ambos ius, "A lei como uma disciplina interpretativa”, e leis, "A legislação primária em que a interpretação se baseia". Enquanto a primeira parte, ou código, do Código de Justiniano contém 12 livros de leis imperiais, ou Constituições, a segunda e terceira partes, o Digesto e as Instituições contêm o ius dos juristas romanos clássicos e as Institutiones de Caio.[carece de fontes?]
Embora o Código de Teodósio possa parecer desprovido de uma faceta pessoal devido à inexistência de avaliações judiciais, uma leitura mais atenta do código jurídico pode dar-nos a um melhor entendimento dos motivos de Teodósio por trás da codificação. Lenski observa que segundo Matthews, a "constituição imperial representada não apenas prescreve fórmulas legais, mas também descreve pronunciamentos dos princípios morais e ideológicos de um imperador". Além de esclarecer a confusão e criar um único, simplificado e supercedente código, Teodósio II estava também a tentar solidificar o cristianismo como religião oficial do império, processo iniciado sob o governo de Constantino. Na sua obra De Civitate Dei, Santo Agostinho elogiou Teodósio, o Grande, pai de Teodósio II, que compartilhou a sua fé e devoção quanto ao estabelecimento da igreja, como "Um governante cristão, cuja devoção foi expressa pelas leis que ele tinha emitido em favor da Igreja Católica." O Código Teodosiano ordena assim explicitamente, por exemplo, que toda e qualquer ação jurídica cessasse durante a Semana Santa, e que todas as portas dos tribunais se mantivessem fechadas durante essa quinzena.

## Organização e conteúdo do código
Os livros 1-5 carecem do nível de fontes manuscritas dos livros 6-16. Os cinco primeiros livros do código sobrevivente aproveitam muito de dois outros manuscritos: o manuscrito de Turim, também conhecido como "T", que consiste em 43 fólios largamente descontínuos; e um Breviário; e uma boa parte do Breviário incluído no Livro I contém o texto original da respectiva parte do código original. A última parte do código, os Livros 6-16, foi extraída principalmente a partir de dois textos. Os Livros 6-8 do código foram preservados no texto de um documento conhecido como Parsino 9643. O documento circulou cedo em bibliotecas francesas medievais, bem como o outro documento formativo para a última parte do código, um documento realizado no Vaticano (Vat. Reg. 886). Estudiosos se referem a este como "V". Eles consideram que esta seção pode ter sido transmitida por completo.